# 삼체 (소설)
《삼체》(중국어 간체자: 三体, 정체자: 三體, 병음: sāntǐ 싼티[*])는 류츠신의 2008년 장편 SF 소설로, '지구의 과거(地球往事)' 삼부작의 첫 번째 작품이다. 삼체 문제를 소재로 다루고 있으며, 2007년 SF 잡지 〈커환시제〉(科幻世界)에 연재된 후 단행본으로 출간되어 300만 부라는 판매고를 올렸다. 2014년 네뷸러상 장편 후보에 올랐고 2015년 휴고상 장편 부문을 시상했다. 대한민국에는 단숨에서 이현아 번역으로 출간되었다. 2017년 동명의 제목으로 영화화될 예정이다.